# Franciszek Francus
Franciszek Francus (ur. 29 czerwca 1870 w Krasnej pod Cieszynem, zm. 17 sierpnia 1962 w Czeskim Cieszynie) - nauczyciel, polski pisarz ludowy, publicysta.
Był synem Andrzeja, późniejszego pierwszego wójta gminy Krasna, i Marii z domu Lipa, wdowy po Pawle Pszczółce. Ukończył Seminarium Nauczycielskie w Cieszynie.
Pracował najpierw w Stonawie (16 listopada 1889-15 lutego 1891). W seminarium nauczył się gry na skrzypcach, grał także na m.in. fortepianie i organach (był organistą w stonawskim kościele). Inspektor, który odwiedził szkołę w Stonawie zaproponował wiejskiemu nauczycielowi przeniesienie do Trzyńca. Francus pracował tam od lutego 1891 do sierpnia 1892 roku. W miasteczku nie mógł znaleźć posady jako organista, dlatego zdecydował się na przeniesienie do Lesznej Górnej, gdzie pracował do 1914 roku. W Lesznej został organistą w miejscowym kościele. Nabył także 6 morgów ziemi, z czego uprawiał połowę, a resztę oddał w dzierżawę. Z czasem został kierownikiem szkoły.
Przeniesiony w 1914 roku do Sibicy jako kierownik szkoły, pracował tam do przejścia na emeryturę w 1923 roku.
Był autorem sztuki Wesele na wsi. Utwór ten cieszył się sporo popularnością. Doczekał się czterech wydań (trzecie w 1935, czwarte w 1948). Recenzję sztuki zamieściły m.in. Gwiazdka Cieszyńska i Ewangelik. Ten "obrazek ludowy, sceniczny w 4 aktach" zawierał także opis dożynek. Sam Francus kilkadziesiąt razy pełnił funkcję starosty weselnego. Publikował również wiersze na łamach prasy lokalnej. Posiadał niezwykłą pamięć muzyczną; zbierał teksty i melodie. W listopadzie 1959 roku przesłał do Polskiego Związku Kulturalno-Oświatowego w Czeskim Cieszynie 117 tekstów pieśni, z czego 40 z nutami.
Ostatnie lata spędził w Czeskim Cieszynie. Tam też zmarł 17 sierpnia 1962. Jego siostrzeńcem był Rudolf Tomanek.
Franciszek Francus był żonaty z Agnieszką Bagińską z Frysztatu, z którą miał troje dzieci.